# Howdy Holmes
Howdy S. Holmes (ur. 14 grudnia 1947 roku w Ann Arbor) – amerykański kierowca wyścigowy.

## Kariera
Holmes rozpoczął karierę w międzynarodowych wyścigach samochodowych w 1972 roku od startów w Amerykańskiej Formule Super Vee Robert Bosch/Valvoline Championship. Z dorobkiem siedemnastu punktów został sklasyfikowany na trzynastej pozycji w końcowej klasyfikacji kierowców. W późniejszym okresie Amerykanin pojawiał się także w stawce SCCA National Championship Runoffs Formula Super Vee, Kanadyjskiej Formuły Atlantic, Grand Prix de Trois-Rivieres, CASC Player's Challenge Series, Formuły Atlantic IMSA, Europejskiej Formuły 2, USAC Mini-Indy Series, Atlantic Championship, SCCA Citicorp Can-Am Challenge, CART Indy Car World Series, Indianapolis 500, Grand Prix Makau, USAC National Championship, USAC Gold Crown Championship, IMSA Camel GT Championship.
W CART Indy Car World Series Carter startował w latach 1979, 1982-1985, 1988. Najlepszy wynik Amerykanin osiągnął w 1984 roku, kiedy uzbierane 44 punkty dały mu czternaste miejsce w klasyfikacji generalnej.